# 兵庫県道513号三木環状線
兵庫県道513号三木環状線（ひょうごけんどう513ごう みきかんじょうせん）は、兵庫県三木市から加古郡稲美町を経由して、三木市に至る一般県道である。

## 概要
三木市細川町細川中から加古郡稲美町を経由して、三木市別所町東這田に至る。
三木市別所町興治の辺りは加古郡稲美町に向かうトラックが多く、道が1車線になったり、2車線になったりする。

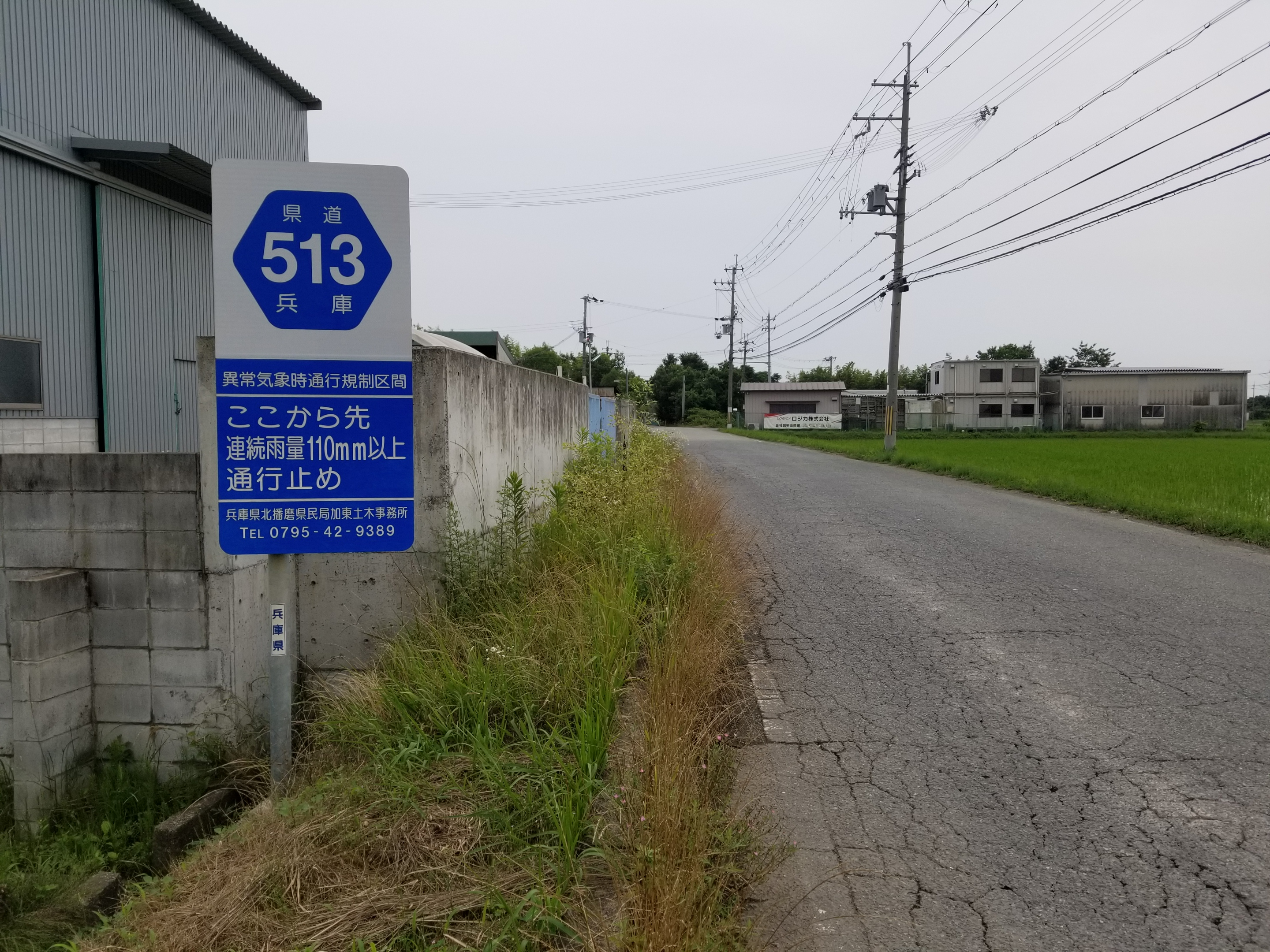
三木市・稲美町境界付近は異常気象時通行規制区間に指定されている。

### 路線データ
- 起点：三木市細川町細川中（細川なか交差点、兵庫県道20号加古川三田線交点）
- 終点：三木市別所町東這田（東這田交差点、兵庫県道20号加古川三田線交点）
- 総延長：13.004 km

## 路線状況

### 重複区間
- 兵庫県道38号三木三田線（三木市宿原・宿原西交差点 - 三木市宿原・宿原交差点）
- 兵庫県道22号神戸三木線（三木市志染町広野1丁目・志染駅前交差点 - 三木市別所町小林・小林東交差点）
- 兵庫県道514号志染土山線（三木市志染町広野1丁目 - 加古郡稲美町草谷）

### 道路施設

#### 橋梁
- 永久橋（志染川、三木市）

## 地理

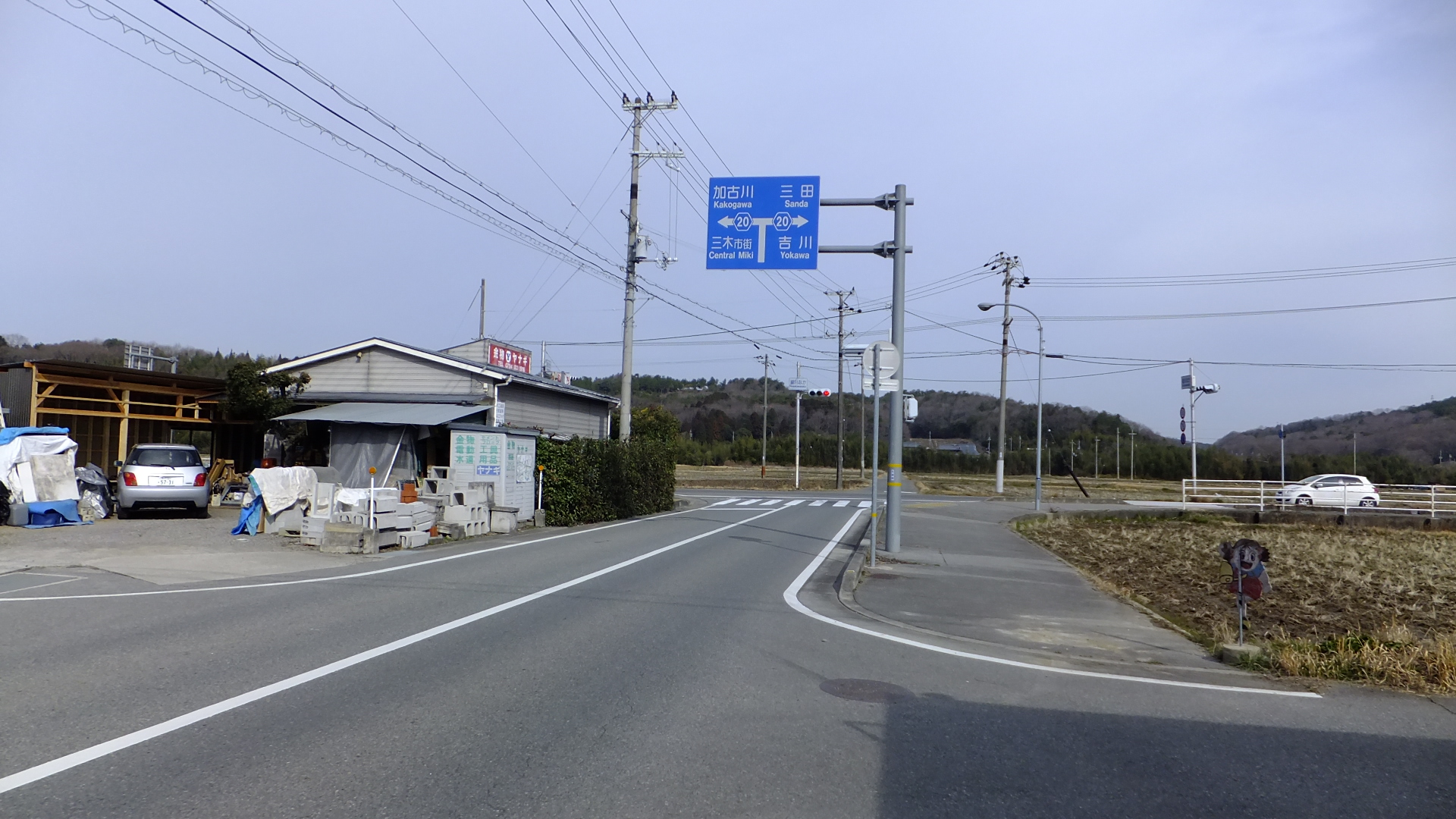
起点区間
三木市細川町細川中で撮影

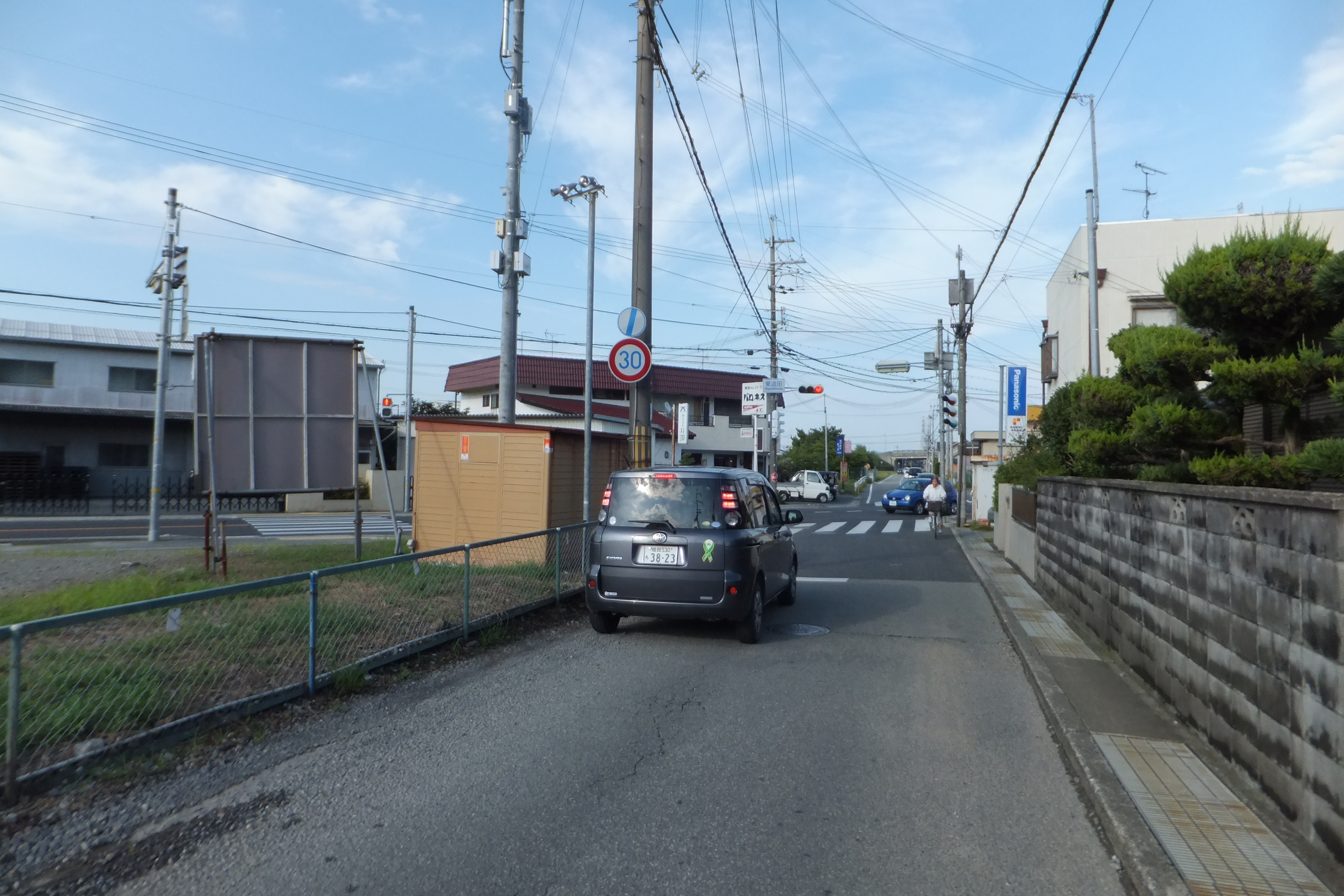
終点区間
三木市別所町東這田で撮影

### 通過する自治体
- 三木市
- 加古郡稲美町
- 三木市

### 交差する道路
| 交差する道路                                                 | 市町村名 | 市町村名 | 交差する場所    | 交差する場所          |
| ------------------------------------------------------------ | -------- | -------- | --------------- | --------------------- |
| 兵庫県道20号加古川三田線                                     | 三木市   | 三木市   | 細川町細川中    | 細川なか交差点 / 起点 |
| 兵庫県道38号三木三田線 重複区間起点                          | 三木市   | 三木市   | 宿原            | 宿原西交差点          |
| 兵庫県道38号三木三田線 重複区間終点                          | 三木市   | 三木市   | 宿原            | 宿原交差点            |
| 兵庫県道38号三木三田線 / 志染バイパス                        | 三木市   | 三木市   | 宿原            | 三木庁舎東交差点      |
| 兵庫県道514号志染土山線                                      | 三木市   | 三木市   | 志染町広野1丁目 |                       |
| 兵庫県道22号神戸三木線 重複区間起点                          | 三木市   | 三木市   | 志染町広野1丁目 | 志染駅前交差点        |
| 兵庫県道514号志染土山線 重複区間起点                         | 三木市   | 三木市   | 志染町広野1丁目 |                       |
| 兵庫県道22号神戸三木線 重複区間終点                          | 三木市   | 三木市   | 別所町小林      | 小林東交差点          |
| 国道175号 国道427号 重複                                     | 三木市   | 三木市   | 別所町小林      | 小林交差点            |
| 兵庫県道377号野村明石線 兵庫県道514号志染土山線 重複区間終点 | 加古郡   | 稲美町   | 草谷            |                       |
| 兵庫県道20号加古川三田線                                     | 三木市   | 三木市   | 別所町東這田    | 東這田交差点 / 終点   |

### 交差する鉄道
- 神戸電鉄粟生線

### 沿線
- 神戸電鉄粟生線 志染駅
- 兵庫県立三木東高等学校
- 三木市立広野小学校
- 三木工場公園
- 三木市立別所小学校